# Ngeluk
Ngeluk is een bestuurslaag in het regentschap Grobogan van de provincie Midden-Java, Indonesië. Ngeluk telt 2450 inwoners (volkstelling 2010).